# Baliomydas brederi
Baliomydas brederi is een vliegensoort uit de familie Mydidae. De wetenschappelijke naam van de soort is, geplaatst in het geslacht Mydas, voor het eerst geldig gepubliceerd in 1951 door Curran.
De soort komt voor in de Bahama´s.